# День Аляски

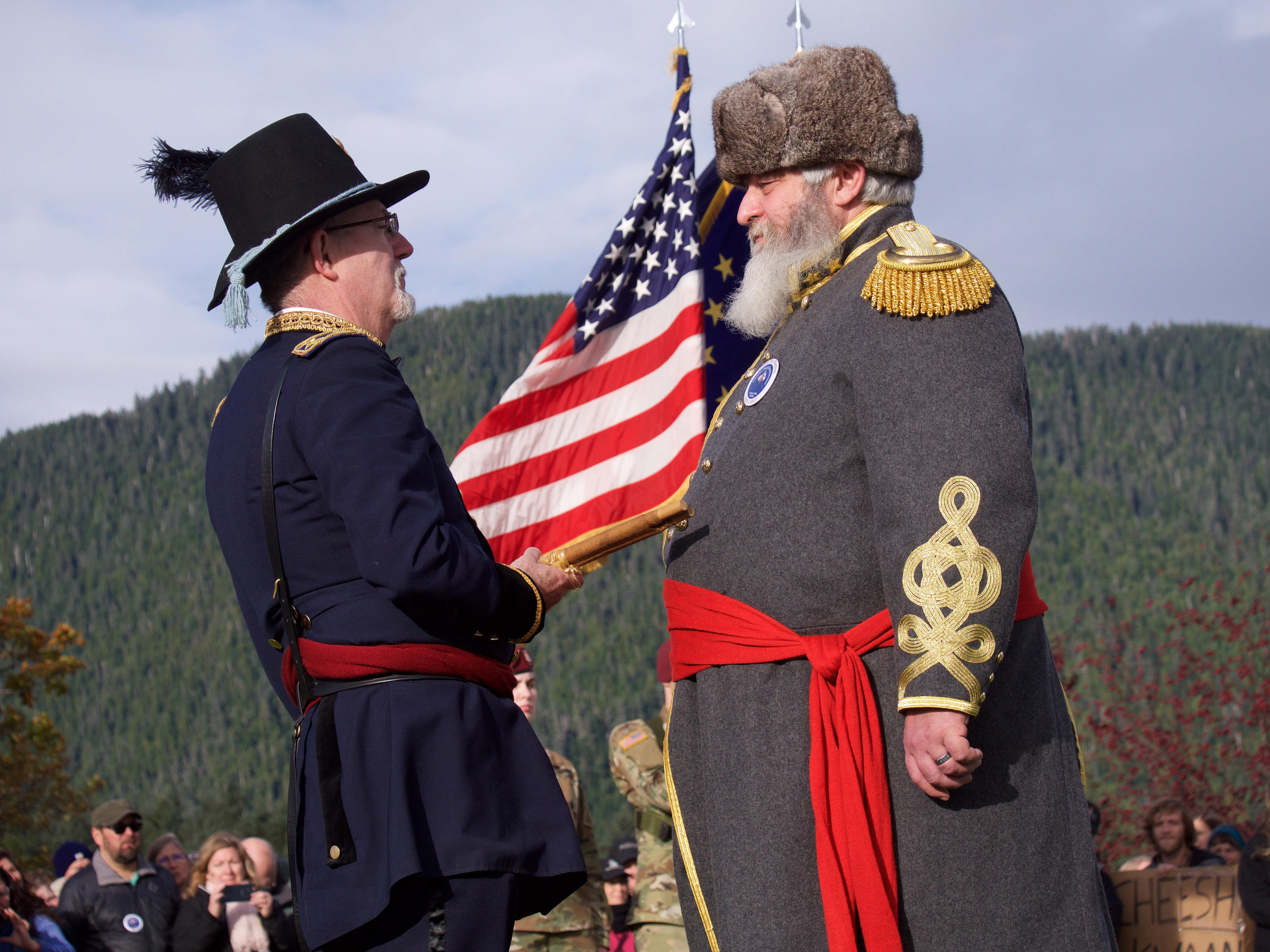
Празднование Дня Аляски 18 октября 2017 года

День Аляски (англ. Alaska Day) — официальный праздник в США, отмечаемый жителями штата Аляска ежегодно с 18 октября 1917 года. 18 октября 1867 года считается датой окончательной передачи территории Аляски от Российской империи к США.
30 марта 1867 года была совершена сделка между Российской империей и США: последние приобретали Аляску за 7,2 миллионов долларов. Для окончательного завершения сделки в Ново-Архангельск (ныне — Ситка) должны были прибыть российские комиссионеры. Они, во главе с капитаном (в будущем — адмирал) Алексеем Пещуровым, смогли добраться туда лишь к октябрю того же года, и 18 октября 1867 года над Ново-Архангельской крепостью был спущен российский флаг и поднят США. Со стороны американцев в этой церемонии участвовали 250 солдат в парадной форме под командованием генерала Лавелла Руссо, который предоставил государственному секретарю Уильяму Сьюарду подробный рапорт об этом событии.
В связи с тем, что временна́я разница между Ново-Архангельском (столица Аляски в 1867 году) и Санкт-Петербургом (столица Российской империи в то же время) составляла 11 часов, а также в связи с тем, что тогда Россия ещё жила по юлианскому календарю, некоторые источники относят данное событие к 7 октября 1867 года.
Официальный статус этот праздник приобрёл в 1917 году. 18 октября в Ситке проводится праздничный парад, инсценируется первое торжественное поднятие американского флага, проводятся костюмированный бал, танцы, концерт, показные учения береговой охраны, чаепитие в Доме первопроходцев. Работающие жители Аляски в этот день получают оплачиваемый выходной, школьники и студенты не учатся; если этот день выпадает на субботу или воскресенье, вводится дополнительный выходной в ближайший рабочий день.